# ブラァバ
株式会社ブラァバ（BRAVA）は、かつて存在した日本のモデルエージェンシー。
全日空のキャビンアテンダントであった牧山真智子が全日空を退社後、1995年に設立。
2014年にブルーミングエージェンシーと合併。

## 過去の所属モデル
- 草刈麻有
- 阪井まどか
- 松田珠希
- AYUMI
- 仲川希良
- ナオ
- 塚本理絵
- NORIKO
- 山口いづみ
- 住谷愛実
- アイコ
- 大内まり
- 有里
- 西歩見
- 和田安佳莉
- asami
- 中嶋愛
- 原華蓮
- 愛可
- 小嶋野愛
- 落合砂央里
- 森下璃子
- 織辺泰子
- 京屋朱美
- 林元子